# Wszyscy moi mężczyźni
Wszyscy moi mężczyźni (ang. Home Again) – amerykańska komedia romantyczna z 2017 roku w reżyserii Hallie Meyers-Shyer, wyprodukowany przez wytwórnię Open Road Films. Główne role w filmie zagrali Reese Witherspoon, Nat Wolff, Jon Rudnitsky, Pico Alexander, Michael Sheen i Candice Bergen.
Premiera filmu odbyła się w Stanach Zjednoczonych 8 września 2017. W Polsce premiera filmu odbyła się 6 października 2017.

## Fabuła
Film opisuje historię 40-letniej rozwódki Alice Kinney (Reese Witherspoon), która po rozstaniu ze swoim mężem Austenem (Michael Sheen) opuszcza Nowy Jork i wraca wraz z dwiema córkami – Isabel i Rosie do rodzinnego Los Angeles. Kobieta znajduje pracę, szkołę dla dziewczynek, odnawia stare znajomości i postanawia przez jakiś czas nie zaprzątać sobie głowy sprawami sercowymi. Jej plan zaczyna się sypać, gdy w dniu urodzin poznaje trzech uroczych facetów – Teddy'ego (Nat Wolff), George'a i Harry'ego. Każdy z mężczyzn przyjechał do Kalifornii – podobnie jak Alice – by rozpocząć nowe życie. Okazuje się, że żaden z nich nie ma dachu nad głową, więc Alice za namową matki pozwala im zamieszkać w swoim domu. Niespodziewanie między gospodynią a każdym z jej gości zaczyna iskrzyć. Sytuacja komplikuje się jeszcze bardziej, gdy w Los Angeles pojawia się stęskniony za żoną Austen.

## Obsada
- Reese Witherspoon jako Alice Kinney
- Nat Wolff jako Teddy
- Jon Rudnitsky jako George
- Pico Alexander jako Harry
- Michael Sheen jako Austen
- Candice Bergen jako Lillian Stewart
- Lake Bell jako Zoey
- Reid Scott jako Justin Miller
- Lola Flanery jako Isabel
- Eden Grace Redfield jako Rosie

## Odbiór

### Box office
Z dniem 23 września 2017 roku film Wszyscy moi mężczyźni zarobił łącznie $20.1 milionów dolarów w Stanach Zjednoczonych i Kanadzie, a $2.1 milionów w pozostałych państwach; łącznie $22.2 miliony, w stosunku do budżetu produkcyjnego $12 milionów.

### Krytyka w mediach
Film Wszyscy moi mężczyźni spotkał się z mieszanymi recenzjami od krytyków. Agregujący recenzje filmowe serwis Rotten Tomatoes, w oparciu o sześćdziesiąt trzy omówienia, okazał obrazowi 30-procentowe wsparcie (średnia ocena wyniosła 4,6 na 10). Na portalu Metacritic średnia ocen z 27 recenzji wyniosła 41 punktów na 100.